# Talorchestia marcuzzi
Talorchestia marcuzzi is een vlokreeftensoort uit de familie van de Talitridae. De wetenschappelijke naam van de soort is voor het eerst geldig gepubliceerd in 1950 door Ruffo.